# Biblioteca pública de Salt Lake City

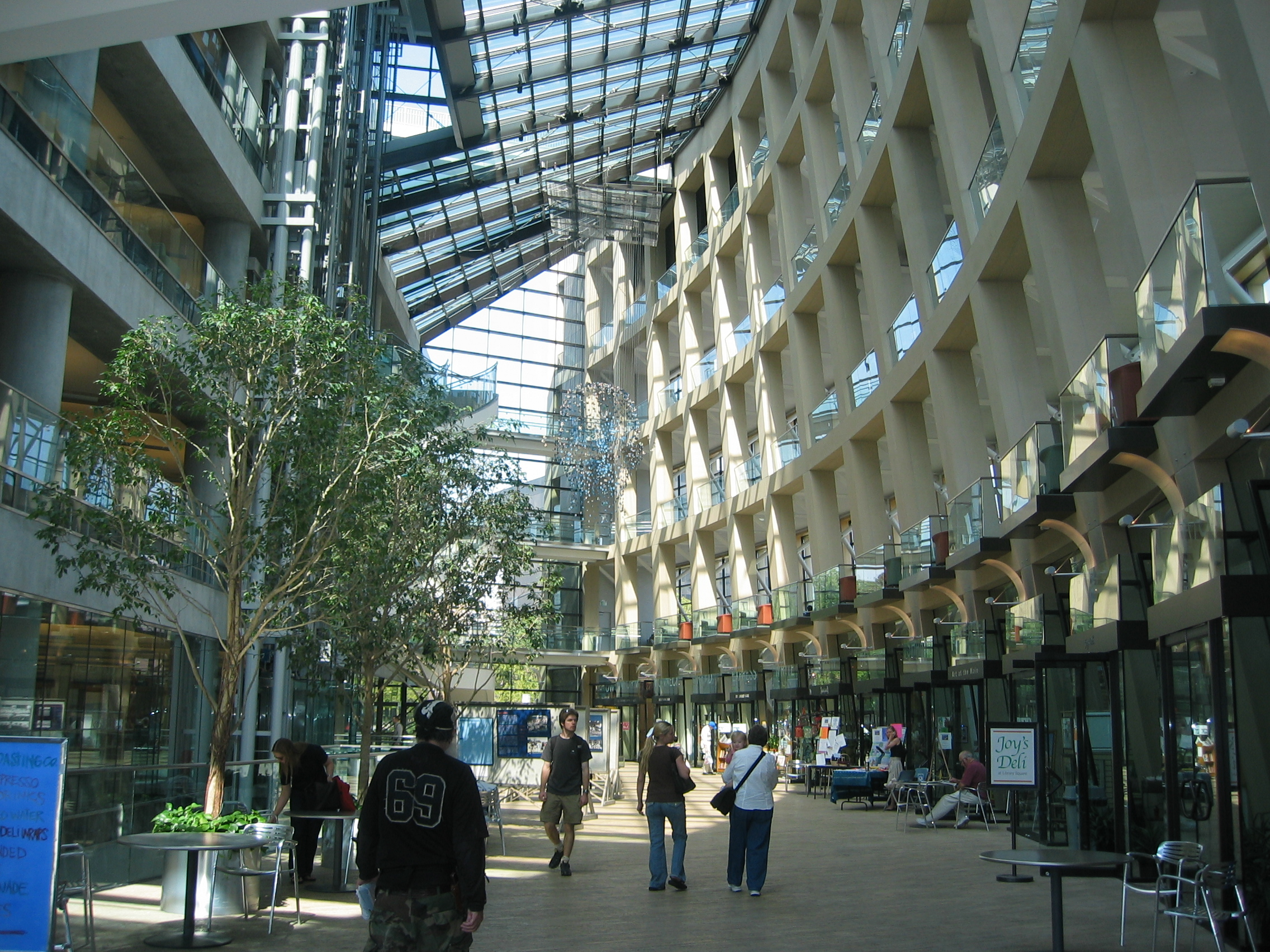
Interior de la biblioteca

La Biblioteca pública de Salt Lake City (del inglés: Salt Lake City Public Library) es el edificio principal del sistema de Bibliotecas públicas de Salt Lake City, en el estado de Utah al oeste de los Estados Unidos. Se encuentra ubicado en la 210 East, 400 South, a lo largo de la sede del gobierno de la ciudad de Salt Lake y la Plaza Washington.
La biblioteca se encontraba originalmente en edificio sede del gobierno de la ciudad de 1898. Gracias a una donación de tierras y dinero de John Quackenbos en 1905, se construyó entonces una nueva biblioteca en el centro de Salt Lake City. El edificio está incluido en el Registro Nacional de Lugares Históricos. Esta biblioteca se mantuvo en uso hasta que el edificio se vio superado en su capacidad a principios de 1960.
La biblioteca de la ciudad fue entonces trasladada a una nueva sede frente al edificio sede del gobierno de la ciudad.